# Jarmila Hemerková
Jarmila Hemerková provdaná Böhmová (* 15. listopadu 1957) je bývalá československá sportovní plavkyně.

## Sportovní kariéra
Plavat se naučila při plaveckých kurzech pro základní školy. Po skončení kurzu jí instruktor kurzu Jaroslav Černý nabídl možnost systematického tréninku v oddíle TJ Gottwaldov. V šesté třídě byla zařazena do experimentální plavecké třídy na 1. gottwaldovské základní školy, kde jí vedla bývalá špičková plavkyně Marie Kočendová. V 15 letech přestoupila do tréninkové skupiny žen, kterou vedl Petr Přikryl. Specializovala se na plaveckou techniku kraul.
Poprvé na sebe upozornila v roce 1972 jako talentovaná vytrvalkyně (slang. dálkoplaz). V červenci 1973 překonala svůj první československý rekord na 800 m časem 9:47,8 a na mistrovství republiky získala první dva individuální tituly na 400 m a 800 m volný způsob.
V roce 1974 zaznamenala prudký výkonnostní vzestup. Vlastní československý rekord na 800 m volný způsob stáhla během roku o 20 sekund na 9:18,3. Na 400 m volný způsob zlepšila československý rekord o 10 sekund na 4:32,62 a dokonce na 200 m volný způsob překonala koncem července letitý rekord 2:13,0 (1968) rekordwoman Oľgy Kozičové časem 2:12,1. O její nominaci na srpnové mistrovství Evropy ve Vídni nebylo pochyb. Do Vídně přijela ve výborné formě. Na 400 m volný způsob jí o pouhých 13 setin (čas 4:32,62) utekl postup mezi finálovou osmičku. Na 800 m volný způsob skončila časem 9:26,97 v rozplavbách. Se štafetou 4×100 m obsadila v rozplavbách v československém rekordu 4:07,42 první nepostupové místo do osmičlenného finále.
Na začátku zimní sezóny 1975 však začala mít problémy s imunitou. Celou zimu jí zdravotní komplikace znemožňovaly soustavnou přípravu. V letní sezóně její výkonnost stagnovala a na podzim opět onemocněla. V olympijském roce 1976 zůstala daleko za nominačními limity pro start na olympijských hrách v Montréalu. Sportovní kariéru ukončila v roce 1977.